# 744 Aguntina
744 Aguntina
744 Aguntina là một tiểu hành tinh ở vành đai chính. Nó được J. Rheden phát hiện ngày 26.2.1913 ở Viên, và được đặt theo tên Aguntinum, thuộc địa của đế quốc La Mã ở tỉnh Noricum (nay thuộc Áo), gần Lienz